# Kolegium jezuitów w Wilnie

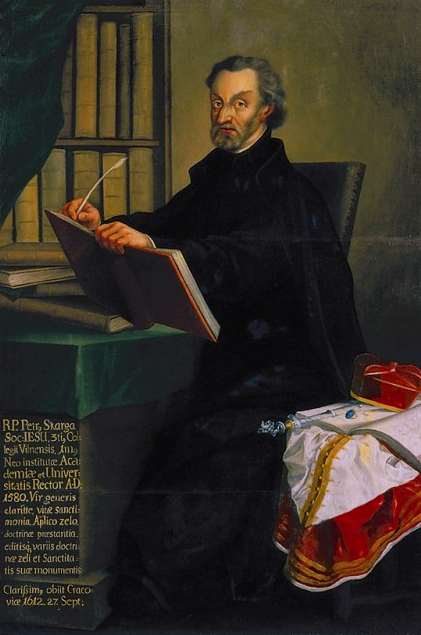
Piotr Skarga, rektor Kolegium Jezuickiego w Wilnie

Kolegium jezuitów w Wilnie – kolegium jezuickie założone w 1570 w Wilnie, w 1579 przekształcone w Akademię i Uniwersytet Wileński Towarzystwa Jezusowego.
Jezuici zostali sprowadzeni do Wilna w 1569 przez bpa Waleriana Protasewicza. W latach 1570–1572 organizatorem kolegium był Stanisław Warszewicki, a oficjalne otwarcie kolegium nastąpiło 18 lipca 1570. Było to trzecie z kolei (po kolegiach w Braniewie i Pułtusku) kolegium jezuickie w Rzeczypospolitej. Budynki kolegium zostały wzniesione obok kościoła św. Jana, który Zygmunt August przekazał jezuitom w 1571. W latach 1574–1579 rektorem kolegium był Piotr Skarga, który rozpoczął starania o przekształcenie kolegium w uniwersytet.
1 kwietnia 1579 król Stefan Batory wydał akt erekcyjny i akt fundacyjny uniwersytetu, a na mocy tych aktów 30 kwietnia 1579 kolegium zostało przekształcone w Akademię Wileńską. 30 października 1579 papież Grzegorz XIII wydał bullę potwierdzającą akt erekcyjny. Uniwersytetowi nadano oficjalną nazwę Akademia i Uniwersytet Wileński Towarzystwa Jezusowego (łac. Academia et Universitas Vilnensis Societatis Jesu).